# 43 Serpentis
43 Serpentis är en gul jätte i stjärnbilden  Ormen.
43 Serpentis har visuell magnitud +6,07 och är svagt synlig för blotta ögat vid god seeing. Den befinner sig på ett avstånd av ungefär 360 ljusår.